# Harry Edward
Harry Francis Vincent Edward (Berlino, 15 aprile 1898 – Augusta, 8 luglio 1973) è stato un velocista britannico.

## Biografia
Edward crebbe in Germania e migrò nel Regno Unito durante la prima guerra mondiale.
Nel 1920 prese parte ai Giochi olimpici di Anversa, dove conquistò due medaglie di bronzo nei 100 e 200 metri piani. Avrebbe anche dovuto correre una frazione della staffetta 4×100 metri, ma dovette rinunciare a causa di un infortunio occorsogli durante la finale dei 200.
Più tardi, si trasferì a New York dove lavorò nell'ambito delle pubbliche relazioni presso l'Organizzazione delle Nazioni Unite.

## Palmarès
| Anno | Manifestazione  | Sede    | Evento          | Risultato | Prestazione | Note |
| ---- | --------------- | ------- | --------------- | --------- | ----------- | ---- |
| 1920 | Giochi olimpici | Anversa | 100 metri piani | Bronzo    | 10"9 s      |      |
| 1920 | Giochi olimpici | Anversa | 200 metri piani | Bronzo    | 22"1 s      |      |

## Campionati nazionali
- 3 volte campione britannico delle 100 iarde (1920-1922)
- 3 volte campione britannico delle 220 iarde (1920-1922)
- 1 volta campione britannico delle 440 iarde (1922)